# Honor 8

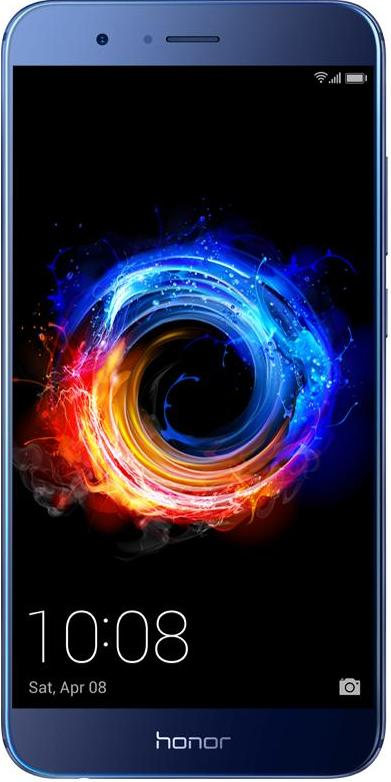
Huawei Honor 8 Pro

Honor 8 è uno smartphone realizzato da Honor. È il successore dell'Honor 7 all'interno della serie Huawei Honor. È stato presentato il 24 agosto 2016.

## Specifiche tecniche

### Hardware
Honor 8 monta un processore HiSilicon Kirin 950 a octa-core, una GPU Mali-T880 MP4 e una batteria Li-Po da 3000 mAh. Il telefono viene fornito con 32 o 64 GB e 4 GB di RAM. Ha un display LCD da 5,2 pollici con risoluzione 1080 × 1920 pixel. La doppia configurazione della fotocamera da 12 megapixel è allineata al retro del telefono. Una delle fotocamere posteriori ha una lente per catturare i dettagli, e l'altra ha un sensore RGB per registrare i dati dei colori. Le due immagini risultanti vengono quindi unite. L'Honor 8 ha anche una fotocamera frontale da 8 megapixel. Altre caratteristiche includono un auricolare con LED di notifica incorporato, un sensore per la scansione delle impronte digitali sul retro del telefono, un sensore infrarossi, il supporto di due schede SIM in determinate versioni, una porta USB 2.0 Type C.

### Software
Honor 8 è stato lanciato con Android 6.0.1 Marshmallow con l'interfaccia EMUI 4.0. L'11 febbraio 2017, Honor ha lanciato ufficialmente l'EMUI 5, basato su Android 7.0 Nougat. Nel 2018, Huawei ha annunciato che Honor 8 riceverà l'aggiornamento Android Oreo.